# 쿠투팔롱 난민촌

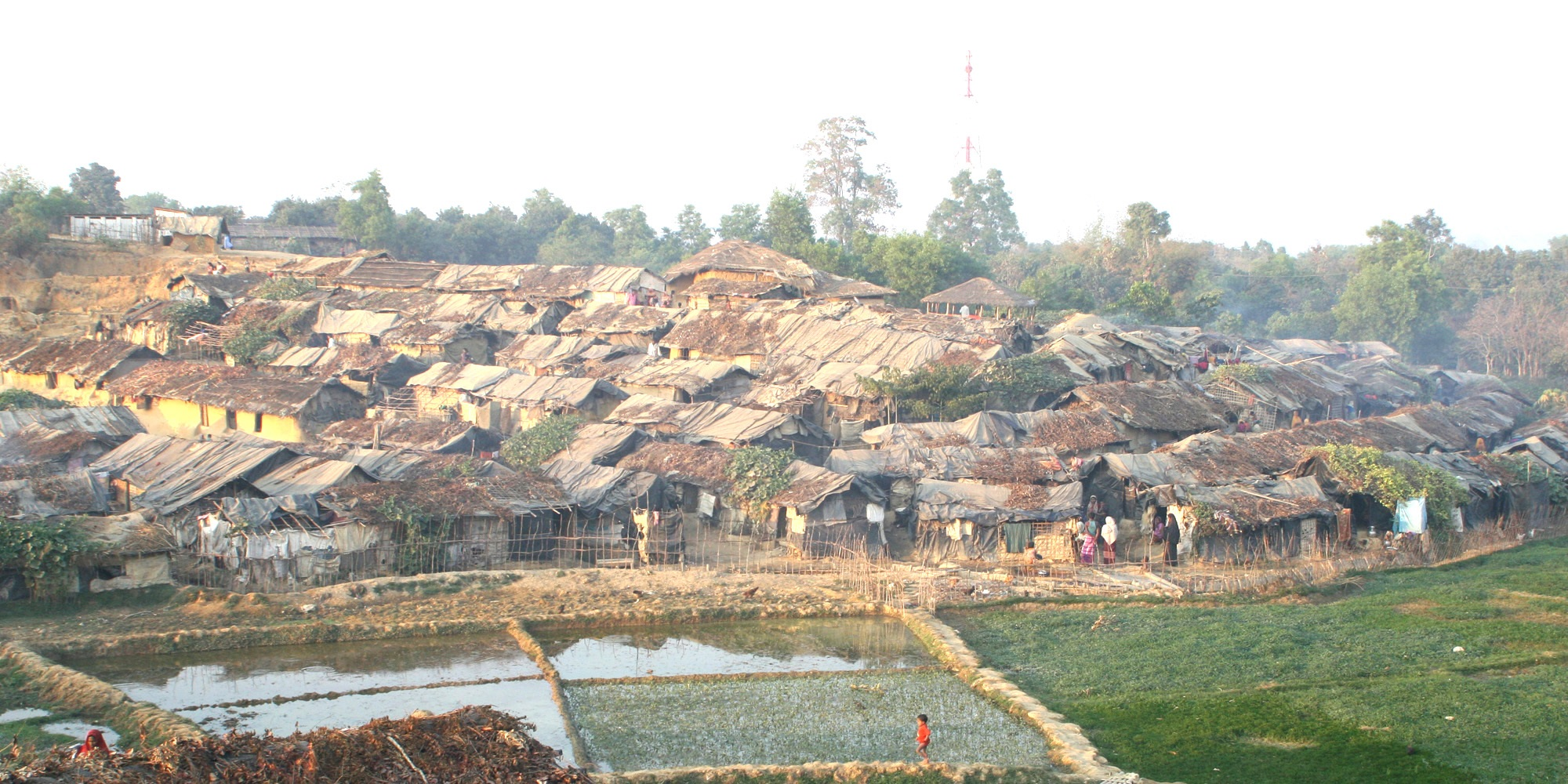
2016년 쿠투팔롱 난민촌

쿠투팔롱 난민촌(Kutupalong refugee camp)은 방글라데시에 위치한 난민촌이다.

## 역사
대부분이 미얀마 정부로부터 인종차별을 받아 도망친 로힝야족이다. 노벨평화상 수상자인 아웅산 수지 여사의 미얀마 정부는 2017년 8월 이슬람교를 믿는 소수민족인 로힝야족에 대한 대대적인 탄압을 했다. 미얀마는 불교도가 다수인 나라인데 반해 방글라데시는 무슬림(이슬람교도)이 다수인 나라이다. 방글라데시 남쪽으로 미얀마와 접경해 있으며, 그 접경지역인 미얀마에 이슬람교의 로힝야족이 가장 많이 살고 있었다. 아웅산 수지만이 아니라 70년대부터 내내 탄압을 해왔다.
쿠투팔롱 난민촌은 그 접경지의 국경을 바로 넘자마자 방글라데시 영토에 위치해 있다.
2020년 현재 단일 난민촌으론 세계 최대 규모인 쿠투팔롱 난민촌이 방글라데시 동남부 콕스바자르구에 있다. 이곳에는 33.67km2의 좁은 땅에 85만9000여 명이 몰려있다. km2당 인구밀도가 2만5517명으로 세계에서 가장 인구 밀집도가 높은 지역의 하나다. 위생 환경도 좋지 않고 사람도 빽빽하게 몰리다보니 코로나19가 확산할 위험이 클 수밖에 없다.
쿠투팔롱 난민촌 근처에도 새로 도착한 사람을 위한 난민촌이 즐비하다. 그중에서도 미얀마 국경 근처에 자리 잡은 방글라데시의 코나르파라 난민촌은 km2당 6만~9만 명이 몰린 초밀집 지역이다.
난민촌의 인구밀도를 한국에서 인구밀도가 매우 높다는 수도 서울과 비교하면, 통계청에 따르면 서울 인구는 2018년 기준 970만5000명이며, 인구밀도를 나타내는 1km2당 인구는 1만6034명에 달한다. 이는 대구(2773명/km2)의 5.8배 수준이다.
2020년 5월 14일, 방글라데시 콕스바자르 지역의 보건 관계자가 양성 판정을 받은 난민 2명을 격리 조치했다. 세계보건기구(WHO)는 이들 중 한 명은 로힝야족 남성이며 다른 한 명은 난민 캠프 근처에 거주하는 현지 남성이라고 밝혔다. 로힝야족 난민 캠프에서 코로나19 확진자가 나온 것은 이번이 처음이다.
구호단체 세이브더칠드런의 방글라데시 보건 담당자인 샤밈 자한은 "세계 최대 난민 캠프에 바이러스가 침투했으니 수천명이 숨질 수 있다는 매우 현실적인 전망을 마주하게 됐다"고 우려했다.
배우 정우성은 2015년 6월 20일 세계 난민의 날을 맞아 유엔난민기구(UNHCR)의 친선대사로 임명되었다. 2014년 5월 15일에는 유엔난민기구 한국대표부의 명예 사절로 임명되었다. 정우성은 2017년 2019년 쿠투팔롱 난민촌을 방문했다.
급속한 난민의 유입은 이미 많은 문제를 일으키고 있다. 난민촌 확장 과정에서 기존 주민들이 경작지로 쓰던 국유지가 캠프 터로 수용되는가 하면 마실 물을 확보하려고 관정을 과도하게 뚫다 보니 주민들이 쓰던 우물이 말라버리는 일도 숱하다. 원주민으로선 삶을 팍팍하게 하는 일들뿐이다. 40년째 살고 있는 주민은 "가장 큰 문제는 2017년 8월 이후 물가가 많이 오른 거예요. 30타카(400원) 하던 쌀 1kg이 1년 만에 40타카(534원)로 올랐어요. 여기저기 사람들로 북적이고, 교통 혼잡도 극심해졌고요. 주민들은 농사짓던 정부 땅이 사라졌으니 마음이 어떻겠어요."라고 말한다.

## 빈익빈 부익부
평시에도 빈익빈 부익부는 문제가 심각하다고 하지만, 코로나19처럼 세계적인 대재앙이 닥치면, 큰 위기가 닥치면, 빈익빈 부익부는 단순히 심각하다는 문제를 떠나서, 가난하면 죄다 죽어버리는 문제가 생긴다.
전세계 강대국 정부들도 막대한 경제손실을 감수한 봉쇄조치, 막대한 공중보건 예산 투입으로 총력전을 펼치고 있지만, 코로나19를 못막아서 쩔쩔매고 있다. 이런 상황에서, 전세계에서 가장 가난하고 약자인 사람들이 모여 사는 난민촌은, 아무도 신경을 써주는 이가 없다.
전세계의 코로나19 사태 해결을 사실상 이끈다고 할 수 있는 한국의 경우도, 코로나19 이전에 배우 정우성이 쿠투팔롱 난민촌에 2회 방문한 거 말고는, 솔직히, 자국의 문제가 너무 심각해서, 전세계의 수많은 난민촌에는, 관심과 도움을 줄 여유가 없는 실정이다.